# Rheinischer Sparkassen- und Giroverband

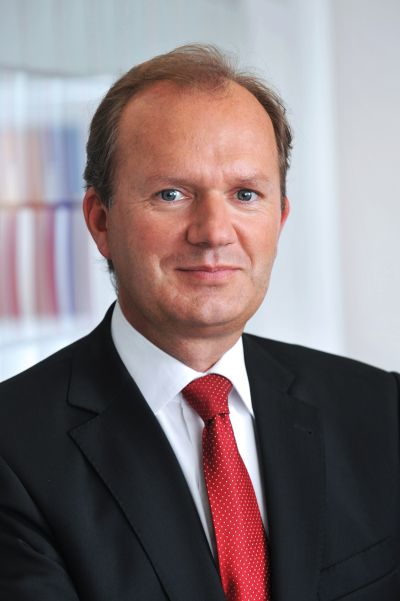
Michael Breuer, Präsident des RSGV (2010)

Der Rheinische Sparkassen- und Giroverband (RSGV) mit Sitz in Düsseldorf ist ein Sparkassen- und Giroverband der Sparkassen und Landesbausparkasse im Land Nordrhein-Westfalen, dessen Hoheitsgebiet auf das Rheinland begrenzt ist.

## Allgemeines
Es handelt sich um einen Verband in der Rechtsform der Körperschaft des öffentlichen Rechts, der als Interessenverband fungiert und der Pflichtmitglieder hat.
Dem RSGV sind 27 Sparkassen im Rheinland angeschlossen; er beschäftigt etwa 190 Mitarbeiter. Er wurde 1881 als Verband der Sparkassen in Rheinland und Westfalen gegründet. Der RSGV ist als Körperschaft des öffentlichen Rechts organisiert. Die Sparkassen des Verbandsgebietes sind nach dem Sparkassengesetz für Nordrhein-Westfalen Pflichtmitglieder. Die angeschlossenen Sparkassen beschäftigen knapp 25.000 Mitarbeiter und repräsentieren ein Geschäftsvolumen von über 190 Milliarden Euro.
Der RSGV ist einer der bedeutendsten Regionalverbände der Sparkassen-Finanzgruppe in Deutschland. Verbandsvorsteher und Präsident ist Michael Breuer. Höchstes Gremium des RSGV ist die Verbandsversammlung, die sich aus Vertretern der Sparkassen und ihrer Träger, den Kommunen, Landkreisen und Sparkassen-Zweckverbänden zusammensetzt. Vorsitzender der Verbandsversammlung und des Verbandsvorstandes ist Thomas Hendele, Landrat des Kreises Mettmann.
Der RSGV berät die Sparkassen in allen Bereichen und vertritt deren Interessen gegenüber der Öffentlichkeit und Institutionen. Rund 190 Mitarbeiter erledigen im RSGV die satzungsmäßigen Aufgaben und setzen die geschäftspolitischen Ziele um. Als Mitglied des Deutschen Sparkassen- und Giroverbandes bestimmt er die geschäftspolitische Ausrichtung und den gemeinsamen Werbeauftritt der Sparkassen mit.

## Geschichte

### Von der Gründung bis 1932
Am 28. Juni 1881 wurde der Auftrag zur Gründung des Verbandes der Sparkassen in Rheinland und Westfalen erteilt, die daraufhin noch im selben Jahr am 28. September in Hagen erfolgte. Zuvor hatte bereits am 27. August desselben Jahres der Beigeordneten Carl Heyden die Zeitschrift „Die Sparkasse“ als Organ des Verbandes in Essen herausgegeben. Eine Ausdehnung der Tätigkeit des Verbandes auf Westdeutschland erfolgte am 22. Juni 1882 und auf das Reichsgebiet: „Deutscher Sparkassenverband“ zwei Jahre später, am 6. Dezember 1884. 1886 übernahm der Oberbürgermeister Karl Lehr aus Duisburg den Vorsitz des Verbandes, der 1890 nach Berlin verlegt wurde. Von hier aus wurde am 20. Juni 1891 die Gründung des „Rheinisch-Westfälischen Sparkassenverbandes“ veranlasst. Am 23. Januar 1892 beantragte Sparkassenrendant Killer aus Siegen für die Verbandsversammlung in Dortmund die Einführung fachmännischer Kassenrevisionen. Den Vorsitz des Rheinisch-Westfälischen Sparkassenverbandes übernahm 1900 Bürgermeister Max Löcke aus Arnsberg. 1910 wurde als erster hauptamtlicher Revisor der Sparkassenrendant a. D. Vogel aus Köln angestellt.
Am 1. Dezember 1917 erfolgte die Anstellung des ersten hauptamtlichen Geschäftsführers, Theodor Böll und 1919 wurde der Beigeordnete Matzerath (Köln) Vorsitzender des „Rheinisch-Westfälischen Sparkassenverbandes“. 1922 übernahm Landesbankrat a. D. Cremer die Verbandsgeschäftsführung und ließ am 16. Dezember 1922 den Verband in einen eingetragenen Verein zur Erlangung der Rechtsfähigkeit umgewandelt. Zu einem Verbandsgeschäftsführerwechsel kam es im Oktober 1924 mit Landesbankdirektor Schierjott. Am 10. Januar 1930 wurde die Sparkassenschule Düsseldorf gegründet. Aufgrund politischer Machtveränderungen kam es am 5. August 1931 zu einem Kommunalkreditverbot und am 20. Juli 1932 zu einer neuen Verordnung über die Sparkassen sowie die kommunalen Giroverbände und kommunalen Kreditinstitute. Der Preußischen Staatsministeriums betr. Errichtung des „Rheinischen Sparkassen- und Giroverbandes“ verfügte am 29. Dezember 1932 einen Erlass mit Wirkung 1. Januar 1933.

### 1933 bis 1945
Am 1. Januar 1933 wurde Oberbürgermeister Schäfer aus Essen zum Verbandsvorsteher ernannt und Direktor Lohe, Düsseldorf, wird Verbandsgeschäftsführer. Zur 1. Verbandsversammlung am 18. August 1933 in Düsseldorf wurde Oberbürgermeister Schäfer zum hauptamtlichen Verbandsvorsteher gewählt. Am 1. Oktober 1933 erfolgte die Errichtung der Revisionsstelle des Rheinischen Sparkassen- und Giroverbandes und in der Folge wurde am 29. November 1933 wurde die Auflösung und Liquidation des den Rheinisch-Westfälischen Sparkassenverbandes beschlossen. 1934 wurde der Direktor Heindel als Verbandsgeschäftsführer bestätigt und am 17. März 1938 durch Revisionsdirektor WP Unbehend abgelöst. Am 1. Dezember 1941 schieden die Sparkassen aus dem ehemals preußischen Teil des Saarlandes aus und wurden Mitglied des neu gegründeten Sparkassen- und Giroverbandes Westmark.

### 1945 bis 1976
Nach dem Kriegsende 1945 erfolgte die Aufteilung der Rheinprovinz in einen Landesteil Nordrhein (Britische Besatzungszone) und die Eingliederung des südlichen Teiles in die Provinz Rheinland-Hessen-Nassau (Französische Besatzungszone). Zur Wahrnehmung der Interessen der Sparkassen in diesem Gebiet wurde eine Geschäftsstelle in Sankt Goar errichtet, die im Jahre 1947 nach Neuwied und 1949 nach Koblenz verlegt wurde. Die 1945 vom Verband errichtete Vordruckstelle wurde 1949 auf den Deutschen Sparkassenverlag übertragen. Am 4. August 1949 beschloss die Verbandsversammlung in Düsseldorf die Annahme der neuen Verbandssatzung und die demokratische Ordnung konnte wieder eingeführt werden. Zum 29. November 1951 trat Finanzminister a. D. Weitz die Nachfolge des am 1. September 1951 verstorbenen Oberbürgermeisters Schäfer an und wurde zum Verbandsvorsteher gewählt. Die Zustimmung zur Beteiligung des Landes Nordrhein-Westfalen an der „Rheinischen Girozentrale und Provinzialbank“ erfolgte am 28. September 1954 durch die Verbandsversammlung in Bad Honnef. Am 3. Dezember 1957 wurde Landrat Josef Roesch MdL, Bergisch Gladbach, zum neuen Verbandsvorsteher und verabschiedete am 7. Januar 1958 das Gesetz über die Sparkassen sowie über die Girozentralen und Sparkassen- und Giroverbände (Sparkassengesetz). Am 1. April 1958 erfolgte die Gründung des Sparkassen- und Giroverbandes Rheinland-Pfalz, Mainz. Damit schieden 27 Sparkassen der Regierungsbezirke Koblenz und Trier aus dem Rheinischen Sparkassen- und Giroverband aus. Ein neues Personalvertretungsgesetz erhielt am 1. Juni 1958 seine Gültigkeit und Kaufmann Ernst Schöttler aus Köln wurde 1959, nach dem Tode von Unbehend am 22. November 1958, neuer Verbandsgeschäftsführer. 1963 kam es zur Gründung von Buchungsgemeinschaften der Sparkassen unter Führung des Verbandes. Am 3. September desselben Jahres wählte die Verbandsversammlung in Mülheim a. d. Ruhr Friedel Neuber zum Verbandsvorsteher. Der Verband beteiligte sich an der neu gegründeten Sparkassen Rechenzentrum Rheinland GmbH. Per 10. Juli 1970 trat das „Gesetz über die Sparkassen, über die Girozentrale und Sparkassen- und Giroverbände“ in Kraft und zum 1. September 1970 die „Verordnung über den Betrieb und die Geschäfte der Sparkassen“. Zum neuen Verbandsgeschäftsführer nach Ernst Schöttler wurde am 1. Mai 1971 Johannes Fröhlings gewählt. Am 21. November 1972 erfolgte die Grundsteinlegung für das Verbandsgebäude, am 8. April 1975 die Novellierung des Sparkassengesetzes. Eine neue Verbandssatzung trat zum 1. Januar 1976 in Kraft.

### 2000er Jahre
Die Weiterbildung der Beschäftigten der Sparkassen wird durch die Sparkassenakademie Nordrhein-Westfalen sichergestellt. 2018 eröffnete in Dortmund-Hörde die fusionierte Sparkassenakademie der beiden Sparkassenverbände in NRW, nachdem die beiden Sparkassenverbände in NRW ihre Einrichtungen in Düsseldorf und Münster am Standort Dortmund zentralisierten. Auf Grundlage eines neuen Sparkassengesetzes war die Fusion der beiden NRW-Sparkassenverbände bis Ende 2012 vorgesehen. 2017 wurde die Idee nicht weiter verfolgt.
Im Jahr 2021 wurde die Generalsanierung des 1973 in Stahlbetonbauweise errichteten und 1992 um zwei auf acht Obergeschosse aufgestockten Verwaltungsgebäudes des RSGV, abgeschlossen.

### Liste der Verbandsgeschäftsführer
- 1881–1890: Carl Heyden
- 1917–1922: Theodor Böll  (1. hauptamtlicher Geschäftsführer)
- 1922–1924: Jakob Cremer
- 1924–1933: Schierjott
- 1933–1934: Ernst Lohe
- 1934–1938: Rudolf Heindel
- 1938–1944: Ernst Unbehend
- 1944–1947: Albrecht Vedder
- 1947–1959: Ernst Unbehend
- 1959–1971: Ernst Schöttler
- 1971–1981: Johannes Fröhlings
- 1982–1990: Johannes Deselaers
- 1991–2006: Heinz Biesenbach
- 2006–2013: Ralf Fleischer[10]
- 2013–2018: Helmut Schiffer[11]
- 2018–2024: Thomas Pennartz[12]

(laut RSGV-Gedenkschrift)
- seit 1. Juni 2024: Saskia Lagemann[13]

### Liste der Verbandsvorsteher / Präsident
- 1881–1886: Gustav Hache
- 1886–1891: Robert Lehr
- 1891–1900: Jakob Zimmermann
- 1900–1919: Max Löcke
- 1919–1933: Bruno Matzerath
- 1933–1952: Heinrich Maria Martin Schäfer
- 1952–1957: Heinrich Weitz
- 1957–1963: Josef Roesch
- 1963–1981: Friedel Neuber
- 1981–1996: Johannes Fröhlings
- 1996–2007: Karlheinz Bentele
- 2008–heute: Michael Breuer

(laut RSGV-Gedenkschrift)

## Aufgaben und Ziele
Der satzungsmäßig festgelegte Aufgabenkatalog des RSGV ist vielfältig. Zum Spektrum gehören die Unterstützung der Sparkassen in allen Bereichen, die gutachtliche Beratung der Sparkassen-Aufsichtsbehörden, die Prüfung der Sparkassen sowie deren Repräsentanz gegenüber Öffentlichkeit und Institutionen.
Der RSGV berät und informiert den nordrhein-westfälischen Landtag und die nordrhein-westfälische Landesregierung. Dialogpartner ist der RSGV insbesondere auch für kommunale Spitzenverbände, in denen die Träger der Sparkassen – Gemeinden, Städte, Landkreise, Zweckverbände – zusammengeschlossen sind.
Mit Service-Leistungen unterstützt der RSGV die Arbeit seiner Mitglieds-Sparkassen:

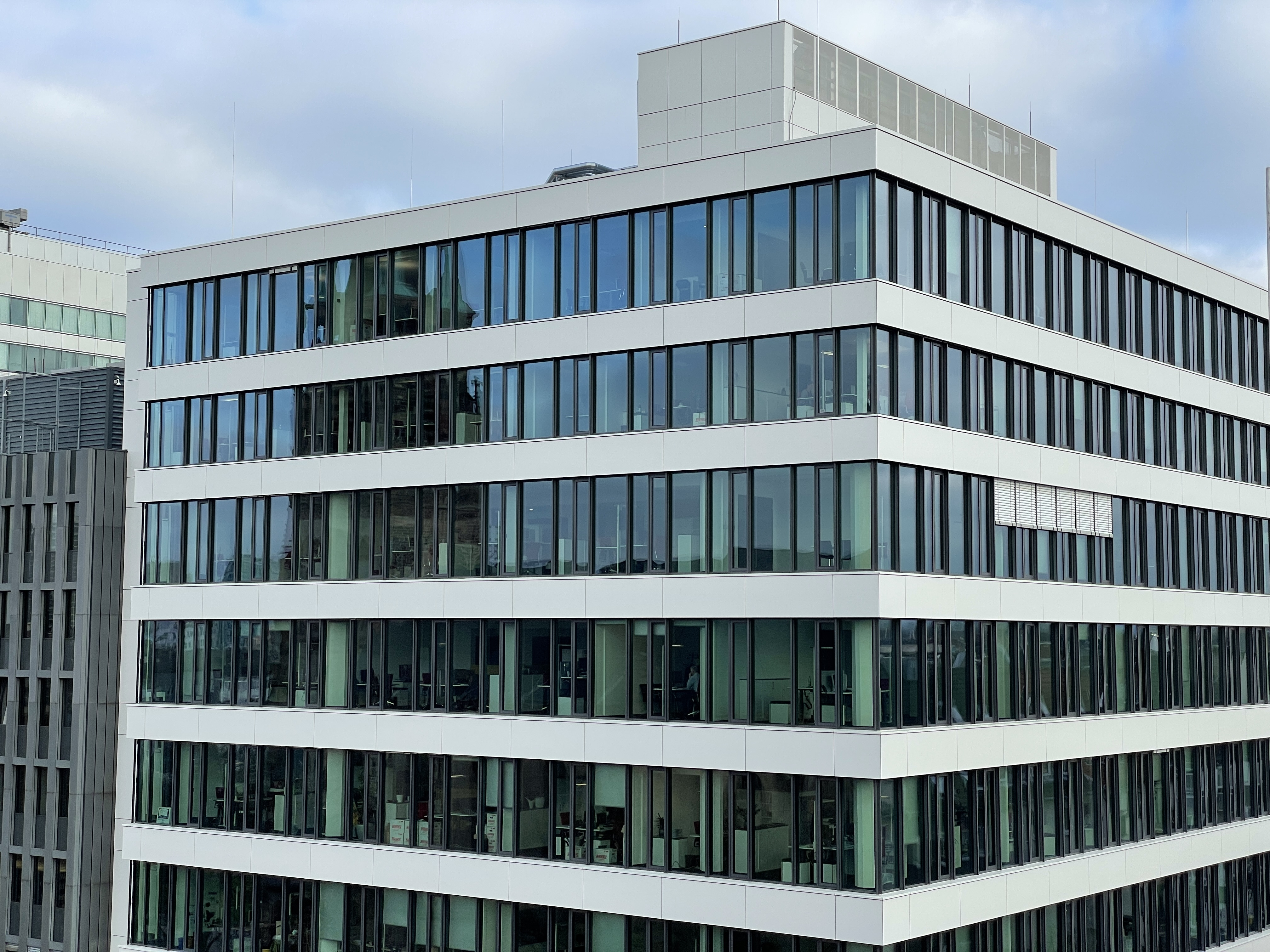

- Beratung in geschäftspolitischen, steuerlichen und rechtlichen Fragen
- Projekte, die mit wegweisenden Vertriebsstrategien die innerbetriebliche Leistungsfähigkeit der Sparkassen verbessern
- Produktentwicklung und Produktmanagement
- Marketingaktivitäten wie Verkaufsförderungs-Aktionen, Werbekampagnen und Messe-Beteiligungen sowie elektronische Dienstleistungen für den Multikanal-Vertrieb
- Umsetzung gemeinsamer EDV-Konzepte
- Übernahme gesetzlich vorgeschriebener Prüfungen, insbesondere der Prüfung des Jahresabschlusses (Testatsfähigkeit)
- Weiterbildung der Beschäftigten der Sparkassen über die Sparkassenakademie Nordrhein-Westfalen

## Beteiligungen
Der Rheinische Sparkassen- und Giroverband ist an zahlreichen Gesellschaften der Sparkassen-Finanzgruppe beteiligt:
- LBS West (50 %)
- Provinzial Rheinland Holding AöR (34 %)
- Deka Bank (6,56 % über Deutscher Sparkassen- und Giroverband ö. K. und 7,66 % über Deka Erwerbsgesellschaft mbH & Co. KG)[14]
- Helaba (direkt 4,75 %)[15]
- Finanz Informatik (12,2 %)[16]
- Deutsche Leasing AG (20,02 %)[17]
- DSV – Deutscher Sparkassenverlag (8,1 %)[18]
- Sparkassenakademie NRW (50 %)
- Erste Abwicklungsanstalt (EAA) (25 %)[19]
- bis 2012 WestLB AG (25,032 %)

## Die rheinischen Sparkassen 2021 in Zahlen
| Bilanzsumme          | 189,2 Milliarden Euro |
| Kundeneinlagen       | 144 Milliarden Euro   |
| Kreditvolumen        | 132,8 Milliarden Euro |
| Sparkassen           | 29                    |
| Geschäftsstellen     | 1053                  |
| SB-Geschäftsstellen  | 381                   |
| Mitarbeitende        | 25.278                |
| davon Auszubildende  | 1522                  |
| Girokonten           | 4,9 Millionen         |
| Sparkassen-Cards     | 5,5 Millionen         |
| Kreditkarten         | 1,2 Millionen         |
| Geldausgabeautomaten | 2341                  |

(Quelle: Jahrespressekonferenz 2022 des RSGV)

## Mitglieder

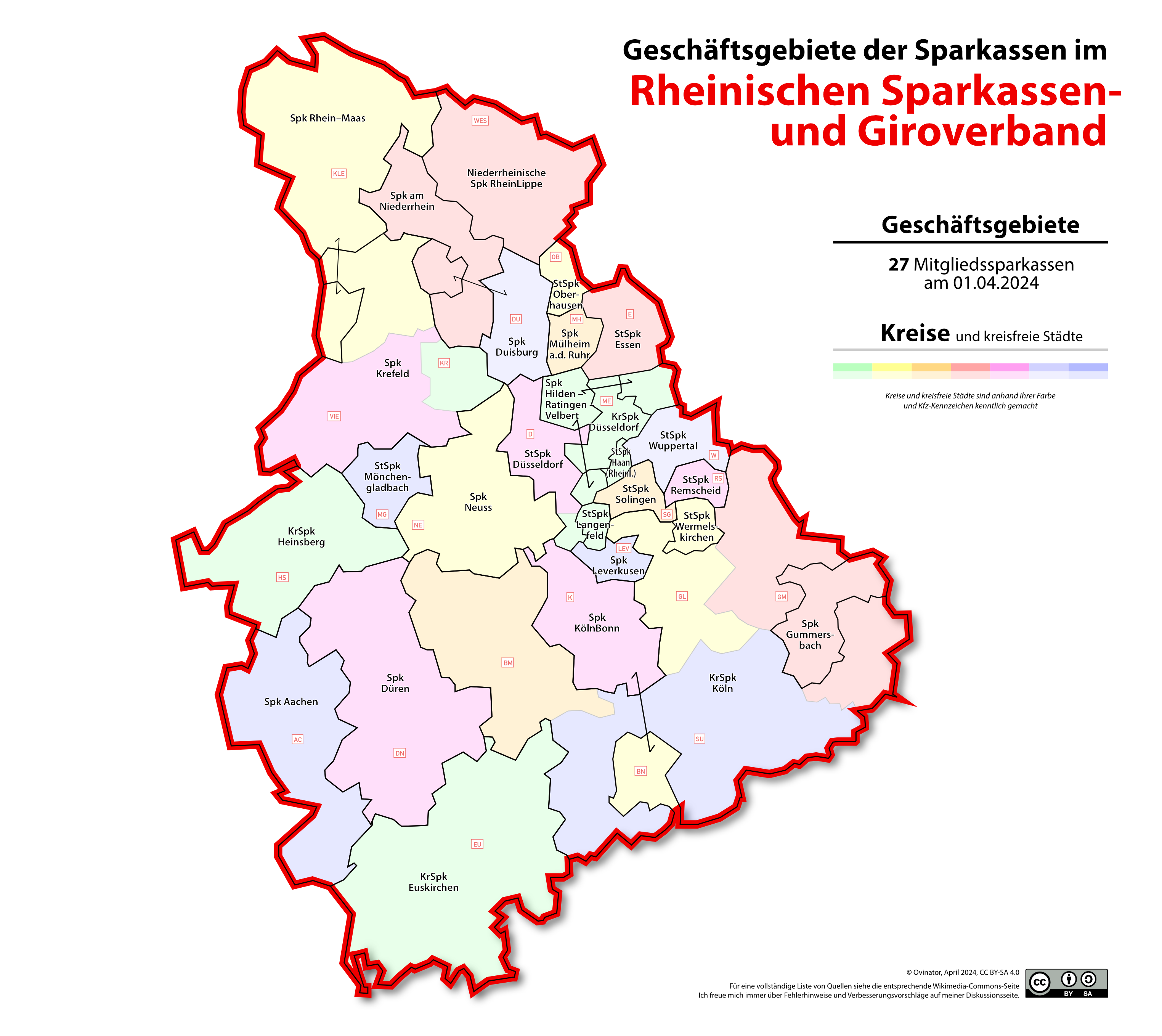
Geschäftsgebiete der Mitgliedssparkassen

Im Rheinland gibt es 27  Mitgliedssparkassen mit 1.053 Geschäftsstellen:
Sparkasse KölnBonn, Kreissparkasse Köln, Stadtsparkasse Düsseldorf, Sparkasse Aachen, Sparkasse Krefeld, Sparkasse Essen, Sparkasse Wuppertal, Sparkasse Neuss, Sparkasse Duisburg, Stadtsparkasse Mönchengladbach, Sparkasse Düren, Sparkasse Hilden-Ratingen-Velbert, Sparkasse Leverkusen, Sparkasse am Niederrhein, Kreissparkasse Heinsberg, Kreissparkasse Düsseldorf, Sparkasse Mülheim an der Ruhr, Stadtsparkasse Oberhausen, Stadt-Sparkasse Solingen, Kreissparkasse Euskirchen, Niederrheinische Sparkasse RheinLippe, Stadtsparkasse Remscheid, Stadt-Sparkasse Langenfeld, Sparkasse Gummersbach, Sparkasse Rhein-Maas, Stadt-Sparkasse Haan, Stadtsparkasse Wermelskirchen.